# Abd-al-Màlik (nom)
Abd-al-Màlik són dos noms masculins teòfors àrabs islàmics (àrab: عبد الملك, ʿAbd al-Malik i عبد المالك, ʿAbd al-Mālik). El primer, el més comú, literalment significa ‘Servidor del Rei’, essent «el Rei» un dels epítets de Déu; mentre que el segon, molt menys usat, literalment significa ‘Servidor del Senyor’, essent «el Senyor» part d'un dels epítets de Déu: Màlik al-Mulk, ‘Senyor del Regne’. Si bé Abd-al-Màlik és la transcripció normativa en català dels dos noms en àrab clàssic, també se'l pot trobar transcrit Abdul Malik, ‘Abdul Mlieek, Abdul Maalik, Abd al-Melek... normalment per influència de la pronunciació dialectal o seguint altres criteris de transliteració. Com a teòfor, també el duen molts musulmans no arabòfons que l'han adaptat a les característiques fòniques i gràfiques de la seva llengua.
Cal no confondre aquest nom amb Abd-al-Malik, un altre nom de pila àrab masculí, tanmateix molt poc usual.
Vegeu aquí personatges i llocs que duen aquest nom.